# Мар'ян Вайда
Мар'ян Вайда (Marián Vajda; нар. 24 березня 1965) — колишній чехословацький тенісист. Здобув два одиночні титули. Найвищим досягненням на турнірах Великого шолома було третє коло в одиночному розряді. Завершив кар'єру 1994 року.

## Фінали за кар'єру

### Одиночний розряд (2–2)
| Результат | W/L | Дата     | Турнір                    | Покриття | Суперник               | Рахунок       |
| --------- | --- | -------- | ------------------------- | -------- | ---------------------- | ------------- |
| Поразка   | 0–1 | Тра 1987 | Мюнхен, Західна Німеччина | Ґрунт    | Гільєрмо Перес Рольдан | 3–6, 6–7      |
| Перемога  | 1–1 | Сер 1987 | Прага, Чехословаччина     | Ґрунт    | Томаш Шмід             | 6–1, 6–3      |
| Перемога  | 2–1 | Вер 1988 | Женева, Швейцарія         | Ґрунт    | Кент Карлссон          | 6–4, 6–4      |
| Поразка   | 2–2 | Чер 1989 | Барі, Італія              | Ґрунт    | Хуан Агілера           | 6–4, 3–6, 4–6 |